# 齐里克齐
齐里克齐，清朝将领，蒙古镶黄旗人，原为卫拉特（厄鲁特）蒙古准噶尔部人。
乾隆二十年（1755年），齐里克齐投附清军。乾隆二十二年（1757年），随定边将军兆惠攻打小和卓木霍集占，在霍尔果斯交战，安抚布鲁特部首领图鲁启拜等人，以功赐蓝翎侍卫。因护送哈萨克使臣进京纳贡，升任三等侍卫。乾隆二十三年（1758年），听说兆惠在喀喇乌苏被困，跟随定边右副将军富德往援进击，在色勒库尔遇敌，与前锋参领喀木齐布督健锐营兵登山阴仰击，敌众降服二千余人，以功赐“布哈巴图鲁”号。大小和卓木乱平，受命在乾清门行走，绘图紫光阁。升任头等侍卫，授云骑尉世职。乾隆三十二年（1767年），跟随将军明瑞征缅甸，在底麻击败敌军，授副都统衔。返京，任镶黄旗蒙古副都统。乾隆三十七年（1772年），随军征金川，受命督健锐营跟随参赞大臣阿桂出南路，授领队大臣，攻克美诺。回京后，领健锐营。嘉庆初年，江淮一带爆发民变，他护送察哈尔马前往湖北，事毕而回，因为没有申请从军效力，被夺官，削世职。之后复职，授镶黄旗蒙古副都统。 